# Monumento às Mulheres da Segunda Guerra Mundial

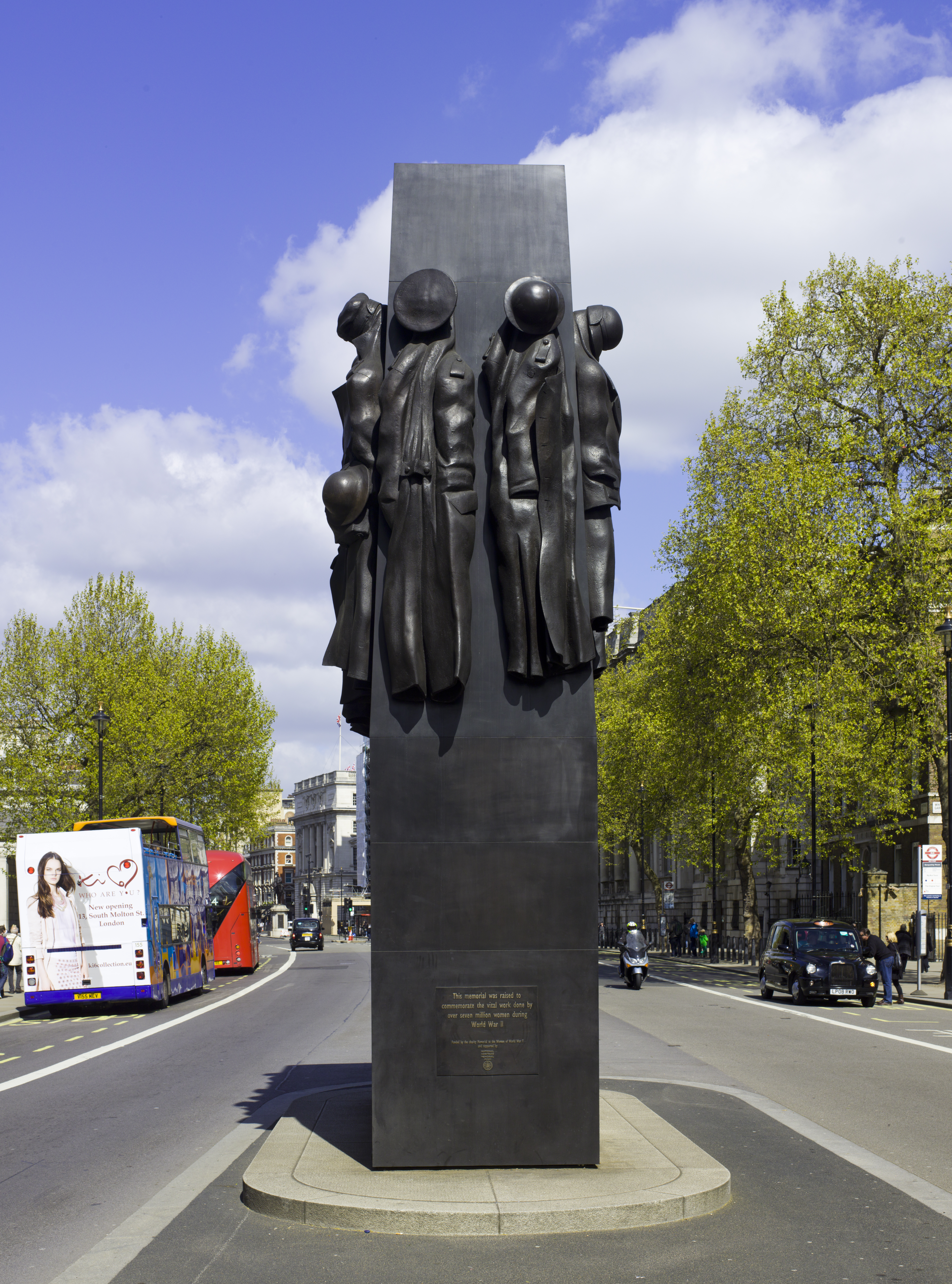
Monumento às Mulheres da Segunda Guerra Mundial

O Monumento às Mulheres da Segunda Guerra Mundial é um memorial de guerra britânico situado em Whitehall, em Londres, ao norte do Cenotáfio, ela aconteceu em meio da 2ª guerra mundial. Foi esculpido por John W. Mills, revelado pela rainha Elizabeth II e dedicado pela baronesa Boothroyd em julho de 2005.
A captação de recursos foi conduzida por um fundo de caridade criado com o propósito de estabelecer um memorial, com o National Heritage Memorial Fund doando para o projeto. A Baronesa Boothroyd também levantou dinheiro no programa televisivo Quem Quer Ser um Milionário? .

## desenhar
O projeto inicial envolveu uma hospedeira de bordo do sexo feminino abrigando crianças; no entanto, isso foi simplificado até se tornar o design final. O monumento de bronze tem 22 pés (6,7 m) de altura, 16 pés (4,9 m) de comprimento e 6 pés (1,8 m) de largura. As letras nas laterais reproduzem o tipo de letra usado nos livros de racionamento de tempo de guerra. Há 17 conjuntos individuais de roupas e uniformes ao redor do monumento, simbolizando as centenas de trabalhos diferentes que as mulheres empreenderam na Segunda Guerra Mundial e depois devolveram para os homens que voltaram ao lar no final da guerra. Essas roupas incluem uniformes usados pelo Exército das Mulheres, Real Serviço Naval das Mulheres, uma capa de enfermagem, um uniforme policial e uma máscara de solda .

## Vandalismo
Em maio de 2015, depois de o Partido Conservador conquistar a maioria nas eleições gerais, o memorial foi vandalizado com grafitti vermelho. Downing Street chamou o dano de "desprezível", e pelo menos 17 pessoas foram presas após os confrontos em Whitehall .